# Thạch sùng Việt Nam
Thạch sùng Việt Nam (danh pháp: Hemidactylus vietnamensis) là một loài thằn lằn trong họ Gekkonidae. Loài này được Darevsky, Kupriyanova & Roshchin mô tả khoa học đầu tiên năm 1984.